# Grand Prix Cycliste de Montréal 2011
Der Grand Prix Cycliste de Montréal 2011 war ein kanadisches Straßenradrennen. Das Eintagesrennen fand am Sonntag, den 11. September 2011, statt. Das Radrennen startete und endete in Montréal mit einer Länge von 205,7 km. Zudem gehörte es zur UCI WorldTour 2011 und war dort das 24. von insgesamt 27 Rennen dieser Serie.
Es siegte der Portugiese Rui Costa aus der spanischen Mannschaft Movistar vor dem Franzosen Pierrick Fédrigo aus der französischen Mannschaft FDJ und dem Belgier Philippe Gilbert aus der belgischen Mannschaft Omega Pharma-Lotto.
Für Rui Costa war es der erste Sieg beim Grand Prix Cycliste de Montréal. Er war zudem der erste portugiesische Fahrer überhaupt, der den Grand Prix Cycliste de Montréal für sich entschied.

## Teilnehmende Mannschaften
Automatisch startberechtigt waren die 18 UCI ProTeams. Zusätzlich wurden vier UCI Professional Continental Teams eingeladen.
| ProTeams (18)- Ag2r La Mondiale - Astana - BMC Racing Team - Euskaltel-Euskadi - Garmin-Cervélo - HTC-Highroad - Katusha - Lampre-ISD - Leopard-Trek - Liquigas-Cannondale - Movistar Team - Omega Pharma-Lotto - Quick Step Cycling Team - Rabobank - Team RadioShack - Saxo Bank-Sungard - Sky ProCycling - Vacansoleil-DCM Professional Continental Teams (4)- Cofidis, le Crédit en Ligne - Team Europcar - FDJ - SpiderTech-C10 |
| |

## Rennergebnis
| \| Gesamtwertung \| Gesamtwertung \| Gesamtwertung \| Gesamtwertung \| Gesamtwertung \| \| Fahrer \| Fahrer \| Land \| Team \| Zeit \| \| ------------- \| ------------------- \| ------------- \| ------------------ \| --------------- \| \| 1. \| Rui Costa \| Portugal \| Movistar Team \| 5 h 20 min 18 s \| \| 2. \| Pierrick Fédrigo \| Frankreich \| FDJ \| + 0 s \| \| 3. \| Philippe Gilbert \| Belgien \| Omega Pharma-Lotto \| + 2 s \| \| 4. \| Jürgen Roelandts \| Belgien \| Omega Pharma-Lotto \| + 2 s \| \| 5. \| Stefan Denifl \| Österreich \| Leopard-Trek \| + 2 s \| \| 6. \| Daniele Pietropolli \| Italien \| Lampre-ISD \| + 4 s \| \| 7. \| Marco Marcato \| Italien \| Vacansoleil-DCM \| + 4 s \| \| 8. \| Arthur Vichot \| Frankreich \| FDJ \| + 4 s \| \| 9. \| Rinaldo Nocentini \| Italien \| AG2R La Mondiale \| + 4 s \| \| 10. \| Fabian Wegmann \| Deutschland \| Leopard-Trek \| + 4 s \| |                     |             |                    |                 |
| |                     |             |                    |                 |
| Quelle: ProCyclingStats |                     |             |                    |                 |
| Gesamtwertung |                     |             |                    |                 |
| Fahrer | Fahrer              | Land        | Team               | Zeit            |
| 1. | Rui Costa           | Portugal    | Movistar Team      | 5 h 20 min 18 s |
| 2. | Pierrick Fédrigo    | Frankreich  | FDJ                | + 0 s           |
| 3. | Philippe Gilbert    | Belgien     | Omega Pharma-Lotto | + 2 s           |
| 4. | Jürgen Roelandts    | Belgien     | Omega Pharma-Lotto | + 2 s           |
| 5. | Stefan Denifl       | Österreich  | Leopard-Trek       | + 2 s           |
| 6. | Daniele Pietropolli | Italien     | Lampre-ISD         | + 4 s           |
| 7. | Marco Marcato       | Italien     | Vacansoleil-DCM    | + 4 s           |
| 8. | Arthur Vichot       | Frankreich  | FDJ                | + 4 s           |
| 9. | Rinaldo Nocentini   | Italien     | AG2R La Mondiale   | + 4 s           |
| 10. | Fabian Wegmann      | Deutschland | Leopard-Trek       | + 4 s           |